# Jüdischer Friedhof (Gonnesweiler)

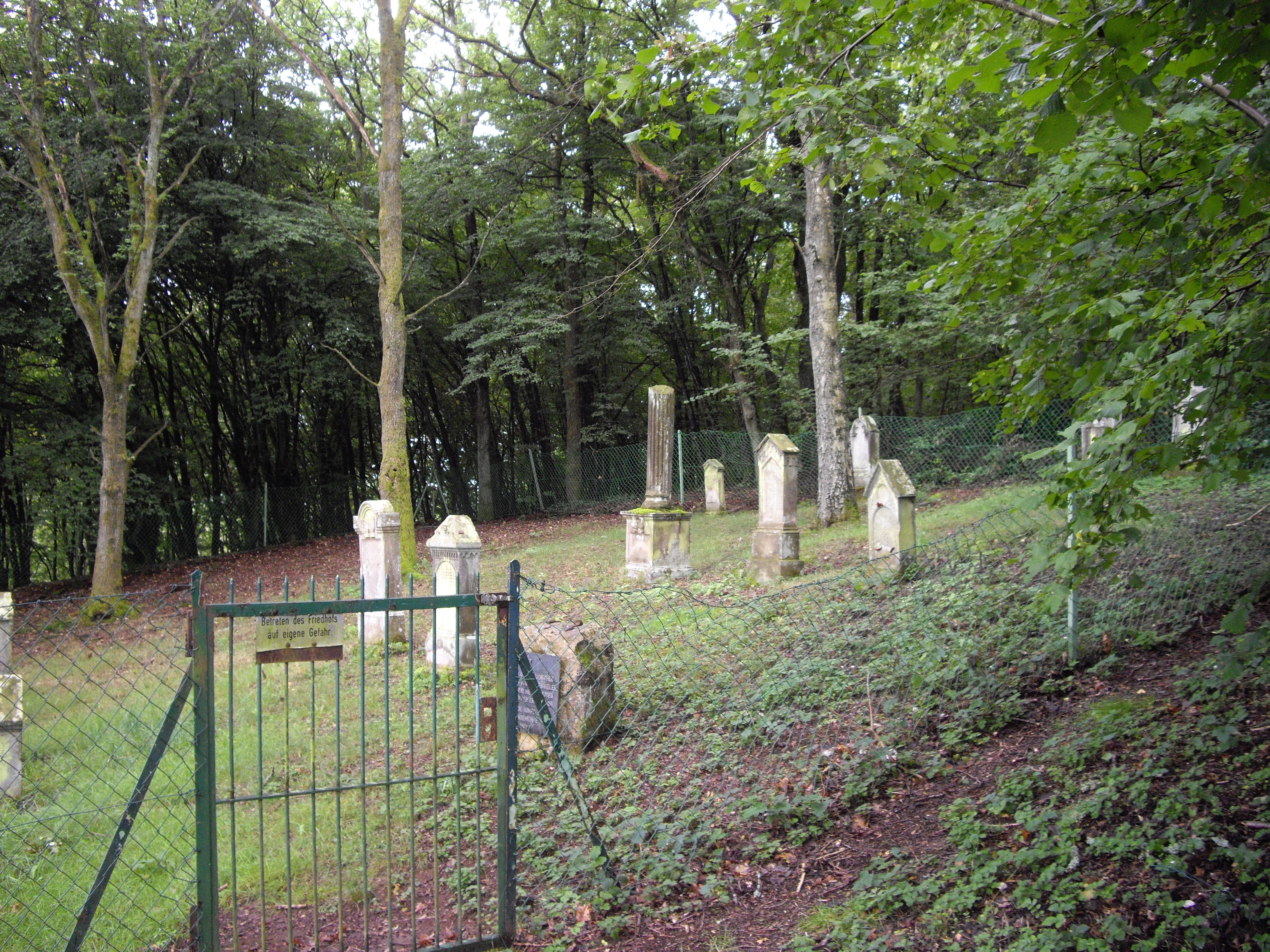
Jüdischer Friedhof in Gonnesweiler

Der Jüdische Friedhof Gonnesweiler im Ortsteil Gonnesweiler der Gemeinde Nohfelden im Landkreis St. Wendel (Saarland) ist ein geschütztes Baudenkmal.
Der Friedhof liegt in Verlängerung der in der Ortsmitte beginnenden Seestraße auf einer Anhöhe in unmittelbarer Nähe des Bostalsees. Auf einer Fläche von 844 m² sind 21 Grabsteine erhalten.

## Geschichte
Auf dem Friedhof fanden von 1800 bis 1935 etwa 60 bis 70 Bestattungen statt. 
Die Beisetzung von Siegfried Mendel in der Zeit des Nationalsozialismus wurde durch Steinwürfe brutal gestört. Während der NS-Zeit verschwanden zahlreiche Grabsteine. 
Am 12. Mai 1981 wurde auf dem Friedhof ein Gedenkstein eingeweiht. Er trägt die Inschrift: „Den ehemaligen jüdischen Mitbürgern von Gonnesweiler, ihren hier ruhenden Toten zur ehrenden Erinnerung. Gemeinde Nohfelden. Synagogengemeinde Saar. 1981.“